# Alois Pompanin
Alois Pompanin (* 1889 in Cortina d’Ampezzo, Österreich-Ungarn; † 30. Juni 1966 in Brixen, Südtirol) war ein römisch-katholischer Priester und Dompropst. Von 1933 bis 1952 war er Generalvikar der Diözese Brixen.

## Leben
Nach der Matura in Bozen studierte Alois Pompanin Theologie und Philosophie an der Päpstlichen Universität Gregoriana. Nach seiner Promotion an der Universität Innsbruck wurde er 1915 zum Priester geweiht und feierte seine Primiz im Ahrntal. Nach seiner Kaplanszeit in Terenten, Cortina und Brixen war er am Priesterseminar in Brixen tätig. 1933 erfolgte durch Bischof Johannes Geisler die Ernennung zum Generalvikar der Diözese Bozen-Brixen. Pompanin war ein fanatischer Befürworter der Option in Südtirol fürs Deutsche Reich und NS-Sympathisant, allerdings auch Gegner der Einflussnahme der Nationalsozialisten in Kirchenangelegenheiten.

## Die Rattenlinie
Pompanin war ein wichtiger Helfer bei der Flucht von Nationalsozialisten nach Südamerika, Spanien und anderer Ziele auf der sogenannten Rattenlinie und stand im regen und engen Austausch mit Alois Hudal in Rom – neben Krunoslav Draganović, dem wichtigsten Organisator der Fluchthilfe für NS-Verbrecher. Insbesondere half Pompanin Erich Priebke, einem der Teilnehmer an dem Massaker in den Ardeatinischen Höhlen, und Adolf Eichmann, dem zentralen Organisator der Judendeportationen.
Im Wesentlichen hatte Pompanin falsche Ausweispapiere organisiert, die von der Gemeinde Tramin ausgestellt wurden, ebenso wie falsche Pässe vom Internationalen Roten Kreuz und bei der Flucht und Organisation von Unterkünften geholfen. So wurde Eichmann im Juni 1948 zu Riccardo Klement, geboren in Bozen, der als vermeintlicher „Optant für Deutschland“ staatenlos geworden war und damit über Genua nach Argentinien flüchten konnte. Genauso Priebke: Er wurde 1948 zu Otto Pape aus Lettland und konnte ebenso nach Argentinien flüchten.

## Auszeichnungen
- Päpstlicher Hausprälat
- 1958 Ehrenzeichen des Landes Tirol